# Cottondale
Cottondale é uma cidade localizada no estado americano da Flórida, no condado de Jackson. Foi incorporada em 1905.

## Geografia
De acordo com o United States Census Bureau, a cidade tem uma área de 8,9 km², onde 8,6 km² estão cobertos por terra e 0,3 km² por água.

### Localidades na vizinhança
O diagrama seguinte representa as localidades num raio de 24 km ao redor de Cottondale.

## Demografia
Segundo o censo nacional de 2010, a sua população é de 933 habitantes e sua densidade populacional é de 108,2 hab/km². Possui 462 residências, que resulta em uma densidade de 53,6 residências/km².